# Окнины
Окнины (укр. Вікнини) — село в Белогорском районе Хмельницкой области Украины.
Население по переписи 2001 года составляло 212 человек. Почтовый индекс — 30216. Телефонный код — 3841. Занимает площадь 0,101 км².

## Местный совет
30216, Хмельницкая обл., Белогорский р-н, с. Окнины, ул. Мира, 16